# Akari
Akari (jap. あかり „światło”), znane także jako Light Up (z ang. „oświetl, rozjaśnij”) – łamigłówka logiczna, wprowadzona na rynek w 2001 roku przez wydawnictwo Nikoli.

## Zasady
Gra rozgrywa się na prostokątnej siatce, na której znajdują się białe i czarne pola; w niektórych czarnych polach znajdują się cyfry od 0 do 4. Zadaniem gracza jest podświetlenie wszystkich białych pól. Pola podświetla się żarówkami, które podświetlają pola poziomo i pionowo, aż natrafią na czarną kratkę. Żarówki nie mogą świecić na siebie, to znaczy nie mogą znajdować się w tym samym rzędzie lub tej samej kolumnie, jeśli nie przedziela je czarne pole. Cyfry w kratkach wskazują, ile żarówek musi stykać się bokiem z kratką zawierającą cyfrę. Żarówki można umieszczać jednak nie tylko przy kratkach, ale i w dowolnym białym polu.

## Metody rozwiązywania
Rozwiązywanie najlepiej zacząć od dużych liczb lub od liczb znajdujących się przy krawędziach diagramu albo sąsiadujących z innymi czarnymi polami. Oznacza to, że typowym punktem wyjścia jest podświetlenie pól przy kratce z cyfrą 4 lub z mniejszą cyfrą, ale ograniczoną z którejś strony (np. z cyfrą 3 ograniczoną ścianą bądź z cyfrą 2 w rogu), ponieważ możliwa jest tylko jedna taka konfiguracja. Po wykonaniu tych czynności może zmniejszyć się liczba możliwych konfiguracji innych żarówek.
Kiedy nie jest jasne, gdzie umieścić żarówkę, można zaznaczyć „iksem” białe kratki, gdzie na pewno nie będzie żarówki, dla przykładu po bokach kratki z cyfrą 0 lub tam, gdzie żarówka powodowałaby sprzeczność.
Bardziej zaawansowaną techniką jest spojrzeć na jeszcze niepodświetlone pole i określić, czy jest to jedyne możliwe pole, gdzie trzeba umieścić żarówkę, by je oświecić.